# Equació d'estat
L'equació d'estat en física i termodinàmica és la relació entre variables d'estat o funció d'estat. Més específicament, una equació d'estat és l'equació termodinàmica que descriu l'estat de la matèria sota un conjunt donat de condicions físiques. És una equació constitutiva que proporciona una relació matemàtica entre dues o més funcions d'estat associades amb la matèria, com la temperatura, pressió, volum, o energia interna. Les equacions d'estat són útils per a descriure les propietats dels fluids, mescles de fluids, sòlids, i fins i tot l'interior dels estels.
La llei de Boyle (1662) va ser, potser, la primera expressió d'una equació d'estat. Amb els seus experiments, Boyle notà que el volum de gas variava inversament amb la pressió. Matemàticament es pot expressar com: 
{\displaystyle pV=\mathrm {constant} .\,\!}
Aquesta relació també ha estat atribuïda a Edme Mariotte i de vegades se cita com la llei de Mariotte. Tanmateix, el treball de Mariotte no es va publicar fins a 1676. Per aquest fet, també se l'anomena llei de Boyle-Mariotte.
Una de les equacions d'estat més simples per a predir l'estat dels gasos i líquids és la llei del gas ideal, que funciona a temperatures moderades, però no és acurada a temperatures molt baixes i, aleshores, se substitueix per altres equacions d'estat.
També hi ha equacions d'estat que prediuen el volum dels sòlids incloent-hi la transició dels sòlids des d'un estat cristal·lí a un d'altre.
Un concepte relacionat és l'equació d'estat, usada en cosmologia, del fluid perfecte.